# Якулов, Александр Яковлевич
Александр Яковлевич Якулов (18 декабря 1927, Владивосток — 30 сентября 2007, Москва) — скрипач-виртуоз. Музыкальный руководитель театра «Ромэн» в 1960—1979 годах.

## Семья
Его отец Яков (Акоп) Якулян и дед Богдан (Аствацатур) были специалистами в области юриспруденции. Яков Богданович, по словам самого Якулова, «считался крупным политическим деятелем и видным адвокатом».  
Его дядя — известный художник Жорж (Георгий) Якулов. Примечательно, что именно в его мастерской познакомились Сергей Есенин и Айседора Дункан
Прадед по отцу Галуст Якулян был богатым помещиком. 

## Биография
Родился 18 декабря 1927 года во Владивостоке. После окончания консерватории в 1949 году Александр Якулов был арестован за то, что его отец «имел классовую ненависть ко всей системе пролетарского судопроизводства». Приговор суда — 10 лет ИТЛ. Работал в Особлаге №4 – на шахтах под Джезказганом. Освобождён в 1954 году и реабилитирован. 
После заключения работал сначала в симфоническом оркестре под управлением Пекарского, затем аккомпаниатором с различными исполнителями. 
С 1955 по 1960 года выступал в составе цыганских ансамблей.
с 1960 по 1979 года являлся музыкальным руководителем театра «Ромэн».
С 1979 года выступал от «Росконцерта» и от Московской областной филармонии.
В декабре 1997 года принял участие в «Рождественских встречах». 
Снимался в кино, где практически везде играл скрипача, кроме фильма «Начни сначала», где он сыграл члена худсовета. 
Дружил и общался со многими известными поэтами, актёрами и музыкантами, среди которых Владимир Высоцкий, Иосиф Бродский, Булат Окуджава, Кирилл Лавров, Александр Розенбаум и Александр Новиков. Впоследствии, Окуджава и Новиков посвятят Якулову свои песни.
Умер в 2007 году. Похоронен на 5 участке Армянского Ваганьковского кладбища.

## Фильмография
- 1968 – Опасные гастроли (в титрах указан как К. Якулов)
- 1971 – Корона Российской империи, или Снова неуловимые (в титрах не указан)
- 1971 – Преждевременный человек
- 1972 – Мой остров синий (фильм-спектакль)
- 1975 – Бегство мистера Мак-Кинли
- 1980 – О бедном гусаре замолвите слово
- 1982 – Предчувствие любви
- 1983 – Поздняя любовь
- 1985 – Начни сначала